# ФК Роял Юнион Сен Жилоа
Роял Юнион Сен Жилоа (Royale Union Saint-Gilloise) е белгийски футболен отбор от Брюксел.

## Успехи
- Белгийска Про Лига
- Шампион (12): 1903/04, 1904/05, 1905/06, 1906/07, 1908/09, 1909/10, 1912/13, 1922/23, 1932/33, 1933/34, 1934/35, 2024/25
- Вицешампион (10): 1902/03, 1907/08, 1911/12, 1913/14, 1919/20, 1920/21, 1921/22, 1923/24, 2021/2022, 2023/24
- Трето място (8): 1901/02, 1924/25, 1931/32, 1935/36, 1936/37, 1937/38, 1955/56, 2022/23
- Купа на Белгия
  - Носител (3): 1912/13, 1913/14, 2023/2024
- Суперкупа на Белгия
  - Носител (1): 2023/2024
- Белгийска втора лига
  - Шампион (4): 1900/01, 1950/51, 1963/64, 2020/21
  - Вицешампион (1): 1967/68

## Български футболисти
- Едисон Йорданов: 2020/21 - (0 мача - 0 гола)